# Nanda Dévi
A Nanda Dévi (hindi nyelven: नन्दा देवी) hegycsúcs a Himalájában. 7816 méteres magasságával a Kancsendzönga után India második legmagasabb (és a legnagyobb, amely teljesen az ország területén fekszik) és a világ 23. legmagasabb csúcsa. 1808-ig, a Dhaulagiri magasságának megmérésig a világ legmagasabb hegyének tartották. 1975-ig a Nanda Dévi volt India legmagasabb hegye, míg Szikkim csatlakozásával a Kancsendzönga is az országhoz került. A hegy India Uttarakhand állam Chamoli körzetének területén található. Nevének jelentése "örömadó istennő", és Uttarakhand állam a védő-istennőjének tekinti. Szakrális és környezeti jelentősége miatt a hegyet és közvetlen környékét lezárták a hegymászók és a helybeliek elől. A Nanda Dévi Nemzeti Parkot 1988-ban felvették az UNESCO világörökség-listájára.

## Leírása
A Nanda Dévi masszívumának két csúcsa között egy mintegy 2 km hosszú, kelet-nyugat irányú gerinc húzódik. A nyugati csúcs a magasabb, a keleti (az ún. Keleti Nanda Dévi vagy Szunanda Dévi) 7434 méterével közel 400 méterrel alacsonyabb nála. A hegyet további csúcsok veszik körbe gyűrűszerűen, melyek közül 12 meghaladja a 6400 métert; emiatt is nevezik az indiai mitológiában "a Himalája lányának". A nagyon nehezen megmászható gyűrű belső területe az ún. Nanda Dévi Szentély és ez alkotja a Nanda Dévi Nemzeti Parkot. A Keleti Nada Dévi ennek a gyűrűnek (és a nemzeti parknak) a keleti peremén fekszik, Chamoli, Pithoragarh és Bageshwar körzetek határán.
Az indiai mitológiában Nanda és Szunanda istennőkként személyesítik meg a két csúcsot. Mindketten megjelennek az ősi szanszkrit szövegekben is (pl. Bhágavata-purána) és együtt, ikrekként tisztelik őket mind helyileg, mind országosan.
Amellett, hogy abszolút mértékben is a világ 23. legmagasabb hegye, a Nanda Dévi közvetlen környezetéből is meredeken kiemelkedik. Mintegy 3300 méterrel tornyosul a délnyugati lábánál 4200 méteren fekvő Dakkhini Nanda Dévi-gleccser fölé, amely a hasonló magasságú csúcsok között az egyik legmeredekebbnek számít; profilja hasonlít a K2-éhez. Némileg távolabbi környezetéből még inkább kiemelkedik, mert viszonylag mély völgyek veszik körbe; az 50 km-re lévő Goriganga-völgy tengerszint feletti magasságát pl. 6500 méterrel haladja meg.
A Nanda Dévi masszívumának északi oldalán található az Uttari Nanda Dévi-gleccser, amely az Uttari Rishi-gleccserben folytatódik. A már említett délnyugati Dakkhini Nanda Dévi-gleccser a Dakkhini Rishi-gleccserbe torkollik; valamennyien a Szentély területén fekszenek és nyugat felé mozogva a Rishiganga folyót táplálják. A hegytől keletre található a Pachu, délkeletre pedig a Nandaghunti és Lawan gleccserek; belőlük ered a Lawan Gad folyó. A déli Pindari-gleccser a Pindar folyót táplálja. A Szunanda Dévitől közvetlenül délre az 5910 m-es Longtsaff-hágó választja el a Lawan Gad vízgyújtőjét a Dakkhini Nanda Dévi-gleccsertől.

## Megmászása

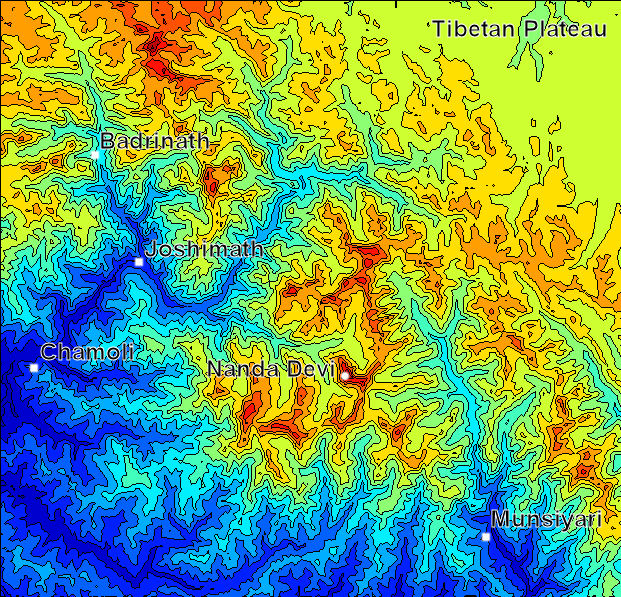
A Nanda Dévi környékének domborzati térképe

A hegymászók ötven éven át keresték a bejáratot a Szentélybe, mielőtt nekifoghattak volna a Nanda Dévi megmászásának. Az egyetlen ismert útvonal a keskeny és mély Rishi-szurdokon át vezetett, ez viszont veszélyesnek és nehezen járhatónak bizonyult. A szurdokon kívül csak a hágók jöhettek szóba, ám azok közül a legalacsonyabb is 5180 méteres. Az 1930-as években a brit Hugh Ruttledge háromszor próbált elérni a csúcsig, de minden alkalommal kudarcot vallott. A The Times-nak írt levelében azt állította, hogy a Szentélybe bejutás is nagyobb erőfeszítést követel, mint eljutni az Északi-sarkra. 1934-ben a brit Eric Shiptonnak és Bill Tilmannak, valamint három serpa társuknak (Angtharkaj, Paszang és Kuszang) végül sikerült útvonalat találni a szurdokon keresztül.
A hegyet 1936-ban sikerült először megmásznia egy brit-amerikai expedíciónak és egészen 1950-ig (amíg a franciák fel nem jutottak az Annapurnára) a Nanda Dévi volt a legmagasabb, ember által meghódított hegycsúcs (bár a Csomolungmánál az angolok magasabbra is feljutottak, de nem a csúcsra). A csapat a déli, ún. Coxcomb-gerincen mászott, amely egyenesen a fő csúcshoz vezet. A Nanda Dévi tetejére Bill Tilman és Noel Odell lépett elsőként (Tilman helyett Charles Houstonnak kellett volna másznia, de ételmérgezés miatt a táborban maradt). Az expedíció maga viszonylag kis költségvetésű volt és a hagyományos hegymászó-etikát követte: csak hét mászóból állt, serpa segítség nélkül (6200 m fölött) és előre kifeszített köteleket sem használtak.
Az indiaiak 1957-ben és 1961-ben sikertelenül próbálkoztak újra, míg végül a N. Kumar vezette expedíciójuk 1964-ben másodszor is feljutott a Nanda Dévi tetejére.

### A CIA-akció
1965 és 1968 között az amerikai Központi Hírszerző Ügynökség (CIA) az indiai titkosszolgálattal együttműködve megpróbált elhelyezni egy plutóniumelemes energiaellátású automata telemetria-lehallgató állomást a Nanda Dévi tetejére, amely a kínaiak rakétakísérleteit követte volna nyomon. Az eszközt a rossz időjárás miatt nem sikerült felvinni a csúcsra, ezért otthagyták a közelében. A következő év tavaszán visszatértek, de nem sikerült megtalálniuk az állomást. Az akció miatt az 1960-as évek nagy részében megtiltották a külföldi mászóexpedíciók belépését a térségbe; a Szentélyt csak 1974-ben nyitották meg ismét.

### Későbbi mászások

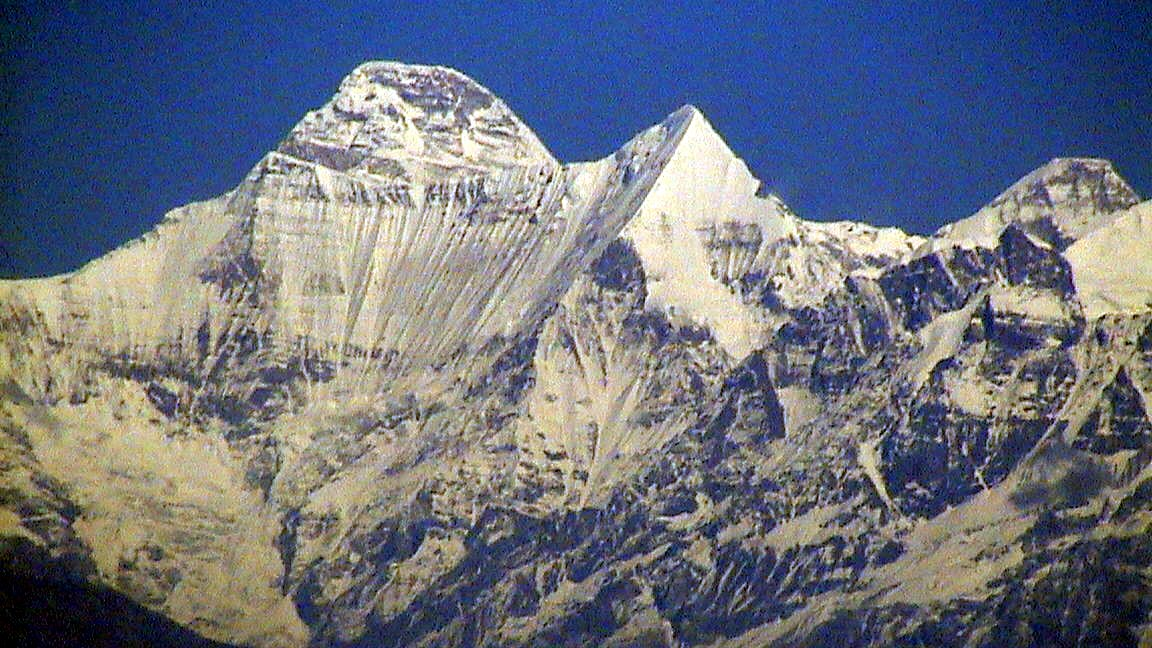
A Nanda Dévi délnyugati oldala

1976-ban új útvonalon, az északnyugati falon mászott fel egy 13 fős expedíció. Egyik vezetője, H. Adams Carter részt vett az 1936-os első sikeres expedícióban, míg a másik, Willi Unsoeld 1963-ban tagja volt az első amerikai csapatnak, amelyik megmászta a Csomolungmát. Unsoeld lánya, Nanda Devi Unsoeld, akit a hegy után nevezett el, beteg lett és meghalt a mászás során.
1993-ban az indiai hadsereg egy 40 fős csapatot küldött fel, amely felmérte a Nanda Dévi ökológiai körülményeit, egy tonnányi szemetet eltakarított az előző expedíciók után és öt tagjának sikerült a csúcsra is felmásznia.
2019 májusában egy nyolcfős nemzetközi expedíció veszett oda a Nanda Dévin, feltehetően lavina sodorta el őket.

## Védelme

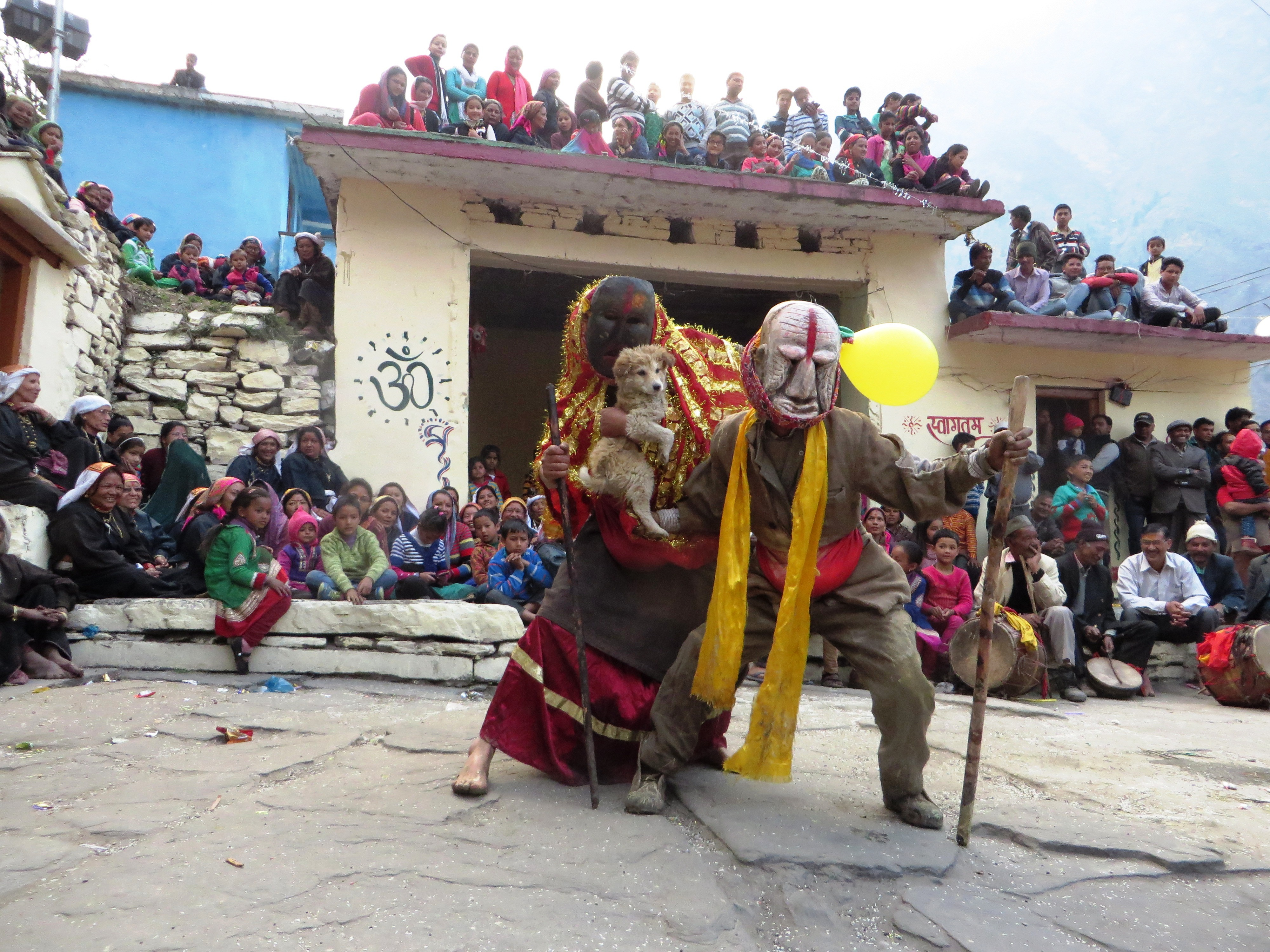
Maszkos táncosok a Nanda Dévi Nemzeti Park bejáratánál fekvő faluban

1974-ben ismét megnyitották a régiót, mind a külföldi hegymászók, mind a helybeliek előtt. Rövid időn belül nyilvánvalóvá vált, hogy a magashegyi környezet sérülékeny ökoszisztémája nem bírja a tűzifagyűjtést, legeltetést, szemetelést. 1983-ban ismét lezárták a környéket. 1982-ben az indiai kormány létrehozta a Nanda Dévi Nemzeti Parkot, amelyet 1988-ban felvettek az UNESCO világörökségi listájára." A teljes Szentélyt és a főcsúcshoz vezető közvetlen útvonalakat lezárták mind a helybeliek, mind a hegymászók elől. A Szunanda Dévi kelet felől továbbra is megközelíthető maradt. 2003-ban a belső zónát is megnyitották, de idényenként 500-ban korlátozták a látogatók számát.

## Fordítás
- Ez a szócikk részben vagy egészben  a   Nanda Devi című angol Wikipédia-szócikk ezen változatának fordításán alapul.  Az eredeti cikk szerkesztőit annak laptörténete sorolja fel. Ez a jelzés csupán a megfogalmazás eredetét és a szerzői jogokat jelzi, nem szolgál a cikkben szereplő információk forrásmegjelöléseként.